# Мундеркинген
Мундеркинген (њем. Munderkingen) град је у њемачкој савезној држави Баден-Виртемберг. Једно је од 55 општинских средишта округа Алб-Донау-Крајс. Према процјени из 2010. у граду је живјело 5.033 становника. Посједује регионалну шифру (AGS) 8425081.

## Географски и демографски подаци
Мундеркинген се налази у савезној држави Баден-Виртемберг у округу Алб-Донау-Крајс. Град се налази на надморској висини од 516 метара. Површина општине износи 13,1 km². У самом граду је, према процјени из 2010. године, живјело 5.033 становника. Просјечна густина становништва износи 385 становника/km².

## Међународна сарадња
| Мјесто | Држава    | Врста сарадње | Од    |
| ------ | --------- | ------------- | ----- |
|        | Француска | партнерство   | 1987. |
| Извор  |           |               |       |